# Auld Alliance Trophy

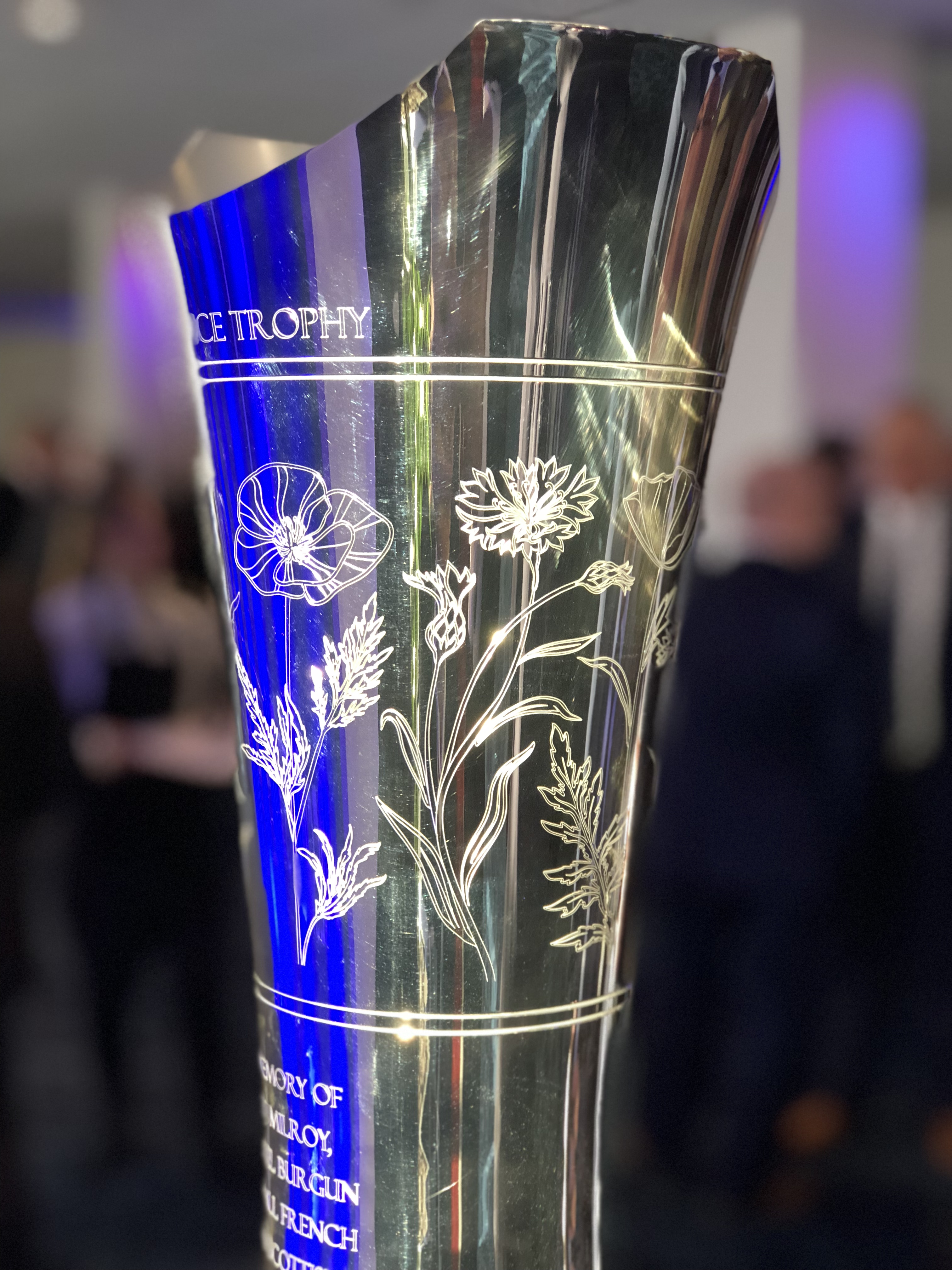
Auld Alliance Trophy op Murrayfield, 11 februari 2018.

De Auld Alliance Trophy is een internationale rugby union-prijs die jaarlijks wordt uitgereikt aan de winnaar van de wedstrijd tussen Frankrijk en Schotland op het Zeslandentoernooi.
De Auld Alliance Trophy is vergelijkbaar met de Calcutta Cup, een rugbywedstrijd die elk jaar wordt gehouden tussen Engeland en Schotland, en de Millennium Trophy, een rugbywedstrijd gehouden tussen Engeland en Ierland. Beide prijzen worden ook betwist tijdens het zeslandentoernooi.

## Overzicht
| Details      | Gespeeld | Gewonnen Frankrijk | Gewonnen Schotland | Gelijkspel | punten Frankrijk | punten Schotland |
| ------------ | -------- | ------------------ | ------------------ | ---------- | ---------------- | ---------------- |
| In Frankrijk | 4        | 3                  | 1                  | 0          | 117              | 74               |
| In Schotland | 4        | 2                  | 2                  | 0          | 99               | 93               |
| Totaal       | 8        | 5                  | 3                  | 0          | 216              | 167              |

## Resultaten
| Jaar | Thuis     | Score   | Uit       | Datum       | Plaats                       |
| ---- | --------- | ------- | --------- | ----------- | ---------------------------- |
| 2018 | Schotland | 32 - 26 | Frankrijk | 11 februari | Murrayfield, Edinburgh       |
| 2019 | Frankrijk | 27 - 10 | Schotland | 23 februari | Stade de France, Saint-Denis |
| 2020 | Schotland | 28 - 17 | Frankrijk | 8 maart     | Murrayfield, Edinburgh       |
| 2021 | Frankrijk | 23 - 27 | Schotland | 26 maart    | Stade de France, Saint-Denis |
| 2022 | Schotland | 17 - 36 | Frankrijk | 26 februari | Murrayfield, Edinburgh       |
| 2023 | Frankrijk | 32 - 21 | Schotland | 26 februari | Stade de France, Saint-Denis |
| 2024 | Schotland | 16 - 20 | Frankrijk | 10 februari | Murrayfield, Edinburgh       |
| 2025 | Frankrijk | 35 - 16 | Schotland | 15 maart    | Stade de France, Saint-Denis |